# 易小准
易小准（1951年12月—），男，汉族，湖南长沙人，中华人民共和国政治人物，曾任中华人民共和国商务部党组成员、副部长，第十二届全国政协委员。